# ميجدني
ميجدني (بالبلغارية: Междени)‏ قرية تقع إدارياً ضمن بلدية غابروفو ‏ في بلغاريا. ويبلغ عدد سكانها 50 نسمة حسب تعداد 15 مارس 2015. تعتمد ميجدني للبريد على الرمز البريدي 5343.